# NTTデータカスタマサービス
エヌ・ティ・ティ・データ・カスタマサービス株式会社（NTTデータカスタマサービス、英文社名：NTTDATA CUSTOMER SERVICE CORPORATION）は、東京都江東区に本社を置くNTTデータグループのシステムインテグレーターである。

## 事業内容
主な業務は大規模なセンター設備・システム構築、及びその保守サービス業となる。
- データ通信システムの開発、保守及び運用の受託、販売並びに賃貸
- データ通信システムに係るソフトウェア、装置、設備の設計、開発、製造、工事、保守及び運用の受託、販売並びに賃貸
- 電気通信工事業、電気工事業、管工事業、消防施設工事業
- 電気通信事業法に基づく電気通信事業
- コールセンター等各種業務運用の受託

## 沿革
- 1996年3月 - 東京都江東区豊洲にNTTデータカスタマサービス株式会社設立